# Lara Grangeon
Lara Grangeon (Nouméa (Nieuw-Caledonië), 21 september 1991) is een Franse zwemster. Ze vertegenwoordigde haar vaderland op de Olympische Zomerspelen 2012 in Londen.

## Carrière
Bij haar internationale debuut, op de Europese kampioenschappen kortebaanzwemmen 2008 in Rijeka, werd Grangeon uitgeschakeld in de halve finales van de 100 meter wisselslag en in de series van zowel de 200 meter vlinderslag als de 400 meter wisselslag.
Tijdens de wereldkampioenschappen zwemmen 2009 in Rome strandde Grangeon in de series van de 400 meter wisselslag. Op de Europese kampioenschappen kortebaanzwemmen 2009 in Istanboel eindigde Grangeon als achtste op de 400 meter wisselslag en als negende op de 100 meter wisselslag, op de 200 meter wisselslag werd ze uitgeschakeld in de series.
In Boedapest nam Grangeon deel aan de Europese kampioenschappen zwemmen 2010, op dit toernooi eindigde ze als zesde op de 200 meter wisselslag en strandde ze in de halve finales van de 200 meter vlinderslag. Tijdens de Europese kampioenschappen kortebaanzwemmen 2010 in Eindhoven veroverde Grangeon de bronzen medaille op zowel de 200 als de 400 meter wisselslag, daarnaast eindigde ze als achtste op de 200 meter vlinderslag en werd ze uitgeschakeld in de halve finales van de 100 meter wisselslag.
Op de wereldkampioenschappen zwemmen 2011 in Shanghai strandde de Française in de series van de 400 meter wisselslag.
In Debrecen nam Grangeon deel aan de Europese kampioenschappen zwemmen 2012. Op dit toernooi eindigde ze als achtste op de 400 meter wisselslag, op de 200 meter wisselslag werd ze uitgeschakeld in de halve finales. Tijdens de Olympische Zomerspelen van 2012 in Londen strandde de Française in de series van de 400 meter wisselslag.

## Internationale toernooien
| Jaar | Olympische Spelen   | WK langebaan        | WK kortebaan  | EK langebaan                            | EK kortebaan                                                                  |
| ---- | ------------------- | ------------------- | ------------- | --------------------------------------- | ----------------------------------------------------------------------------- |
| 2008 | geen deelname       |                     | geen deelname | geen deelname                           | 13e 200m vlinderslag 15e 100m wisselslag 11e 400m wisselslag                  |
| 2009 |                     | 26e 400m wisselslag |               |                                         | 9e 100m wisselslag 15e 200m wisselslag 8e 400m wisselslag                     |
| 2010 |                     |                     | geen deelname | 10e 200m vlinderslag 6e 200m wisselslag | 8e 200m vlinderslag · 15e 100m wisselslag · 200m wisselslag · 400m wisselslag |
| 2011 |                     | 21e 400m wisselslag |               |                                         | geen deelname                                                                 |
| 2012 | 18e 400m wisselslag |                     | geen deelname | 11e 200m wisselslag 8e 400m wisselslag  | geen deelname                                                                 |

## Persoonlijke records
Bijgewerkt tot en met 4 december 2011
Kortebaan
| Afstand          | Tijd    | Datum            | Plaats    |
| ---------------- | ------- | ---------------- | --------- |
| 200m vlinderslag | 2.07,58 | 4 december 2011  | Angers    |
| 100m wisselslag  | 1.00,21 | 11 december 2009 | Istanboel |
| 200m wisselslag  | 2.10,22 | 25 november 2010 | Eindhoven |
| 400m wisselslag  | 4.30,93 | 28 november 2010 | Eindhoven |

Langebaan
| Afstand          | Tijd    | Datum         | Plaats      |
| ---------------- | ------- | ------------- | ----------- |
| 200m vlinderslag | 2.08,66 | 23 maart 2011 | Straatsburg |
| 200m wisselslag  | 2.13,06 | 25 april 2009 | Montpellier |
| 400m wisselslag  | 4.38,28 | 26 maart 2011 | Straatsburg |